# Kōji Noda
Kōji Noda (japanisch 野田 紘史 Noda Kōji; * 17. August 1986 in Kurume, Präfektur Fukuoka) ist ein ehemaliger japanischer Fußballspieler.

## Karriere
Noda erlernte das Fußballspielen in der Schulmannschaft der Chikuyo Gakuen High School sowie in der Universitätsmannschaft der Hannan-Universität. Seinen ersten Vertrag unterschrieb er 2009 bei den Urawa Reds. Der Verein spielte in der höchsten Liga des Landes, der J1 League. Im Juli 2009 wurde er bis Saisonende 2010 an den Zweitligisten Fagiano Okayama ausgeliehen. Für den Verein aus Okayama absolvierte er 46 Ligaspiele. 2011 kehrte er zu den Urawa Reds zurück. Für den Verein absolvierte er 22 Erstligaspiele. 2014 wechselte er nach Nagasaki zum Zweitligisten V-Varen Nagasaki. Für Nagasaki stand er 27-mal in der zweiten Liga auf dem Spielfeld. Im Januar  2015 unterschrieb er in Kōfu einen Vertrag beim Erstlighisten Ventforet Kofu, für den er neun Erstligaspiele bestritt. Im Juli 2015 wechselte er zum Zweitligisten Zweigen Kanazawa. Für den Zweitligisten aus Kanazawa absolvierte er 64 Ligaspiele. Anfang 2019 ging er in die vierte Liga, wo er sich ReinMeer Aomori FC anschloss. Für ReinMeer stand er 49-mal in der vierten Liga auf dem Spielfeld.
Am 1. Februar 2022 beendete Kōji Noda seine Karriere als Fußballspieler.

## Erfolge
Urawa Reds
- J.League Cup

Finalist: 2011, 2013